# 布蘭登·賈瓦托
布蘭登·范多恩·賈瓦托（1993年6月3日—）為印尼男子籃球運動員，生於美國加州聖塔莫尼卡，父親為印尼峇厘島人，母親為美國人，賈瓦托的童年曾在峇厘島度過，離開埃尔塞贡多高中以後入讀夏威夷大学马诺阿分校。2016年賈瓦托效力於印尼籃球聯賽雅加達明燈。歷經兩年空窗期，2018年夏天賈瓦托加盟東南亞職業籃球聯賽印尼CLS騎士，2018-19賽季場均表現為13.2分、4.3籃板、2.6助攻。2020年賽季賈瓦托效力印尼愛國者（Indonesia Patriots），出賽了13場，場均上場25.8分鐘，可挹注16.7分、6.5籃板、1.8助攻、1.4抄截。
2020年10月5日，人民代表会议第三委员会通過賈瓦托與萊斯特·普羅斯佩的歸化申請。11月12日，賈瓦托與普羅斯佩完成宣誓，正式成為印尼公民。11月17日，賈瓦托獲FIBA審核通過，可作為印尼國家男子籃球隊本土球員。2021年8月16日，賈瓦托加盟宇都宮皇者。2022年3月31日，宇都宮皇者宣布已與賈瓦托解除合約，賈瓦托出賽11場，總計攻下8分、3籃板、5助攻。9月1日，賈瓦托加盟三河海馬。2023年5月9日，三河海馬宣布已終止與賈瓦托的合約，賈瓦托出賽44場，場均可挹注2分、1籃板。11月15日，賈瓦托重返雅加達明燈。

## 外部連結
- 布蘭登·賈瓦托在fiba.basketball（英语）
- 布蘭登·賈瓦托在Sports-Reference.com（NCAA）（英语）
- 布蘭登·賈瓦托在Eurobasket.com（球員）（英语）
- 布蘭登·賈瓦托在Proballers（英语）
- 布蘭登·賈瓦托在RealGM（英语）
- 布蘭登·賈瓦托在Flashscore（英语）